# Crónica bizantina-arábiga
Crónica bizantina-arábiga es una crónica medieval, escrita en 743-744 entre Egipto y la península ibérica, de autor anónimo pero de tendencia filoárabe; según Martín (2006) redactada «en una zona periférica hispana, probablemente del sur o del levante peninsular». Puede considerarse una continuación de la Crónica de Juan de Biclaro y de la Historias de los Godos de Isidoro de Sevilla.
Parece ser que sería la fusión de dos crónicas, una realizada en Egipto y la segunda parte, al llegar el texto a España interpolando más información. Sirviendo de base a la Crónica mozárabe del año 754.
La crónica empieza con la muerte de Recaredo I en el 601 y acabaría con el inicio del reinado del califa omeya Hisham ibn Abd al-Malik en el 724. Parte de la obra trataría de los Visigodos y otra parte se centraría en los bizantinos y los árabes.